# Deuxième Bureau (Marruecos)
El llamado Deuxième Bureau (2e Bureau) es el servicio secreto militar de Marruecos.  Está a cargo de la vigilancia militar de ejércitos extranjeros y de las fronteras terrestres.
Su nombre deriva de la Deuxième Bureau del imperio colonial francés, del que formaba parte Marruecos.